# Álvaro Durañona y Vedia
Álvaro Durañona y Vedia fue un escenógrafo que nació en Argentina en 1906 y falleció el 22 de junio de 1986 luego de haber trabajado en una gran cantidad de películas.

## Filmografía
Escenógrafo
- Mingo y Aníbal en la mansión embrujada  (1986)
- Miráme la palomita  (1985)
- Las barras bravas  (1985)
- Mingo y Aníbal contra los fantasmas  (1985)
- Sálvese quien pueda  (1984)
- Los extraterrestres  (1983)
- Los reyes del sablazo  (1983)
- Los fierecillos se divierten  (1982)
- Los fierecillos indomables  (1982)
- Ritmo, amor y primavera  (1981)
- Frutilla  (1980)
- Millonarios a la fuerza  (1979)
- Los drogadictos  (1979)
- Donde duermen dos... duermen tres  (1979)
- Yo también tengo fiaca!   (1978)
- La mamá de la novia  (1978)
- El casamiento de Laucha  (1977)
- Así es la vida  (1977)
- Las locas  (1977)
- Los chicos crecen  (1976)
- Un mundo de amor  (1975)
- Bodas de cristal  (1975)
- La super, super aventura  (1975)
- No hay que aflojarle a la vida  (1975)
- Las procesadas  (1975)
- Solamente ella  (1975)
- La vuelta de Martín Fierro  (1974)
- Rolando rivas, taxista  (1974)
- Yo tengo fe  (1974)
- Los golpes bajos  (1974)
- Si se calla el cantor (1973)
- Hoy le toca a mi mujer  (1973)
- El caradura y la millonaria  (1971)
- En una playa junto al mar  (1971)
- El día que me quieras  (1969)
- Primero yo  (1964)
- Hay que bañar al nene (1958)
- Enigma de mujer (1956)
- La dama del millón  (1956)
- Tren internacional  (1954)
- La pasión desnuda  (1953)
- El baldío  (1952)
- El gaucho y el diablo  (1952)
- Deshonra  (1952)
- Derecho viejo   (1951)
- Una viuda casi alegre   (1950)
- Cuidado con las mujeres  (1951)
- Me casé con una estrella  (1951)
- La calle junto a la luna  (1951)
- Juan Mondiola  (1950)
- Madre Alegría (1950)
- Piantadino  (1950)
- Fuego sagrado  (1950)
- Arroz con leche (1950)
- La muerte está mintiendo  (1950)
- Danza del fuego  (1949)
- Un hombre solo no vale nada  (1949)
- El tambor de Tacuarí  (1948)
- La novia de la Marina  (1948)
- Vidalita  (1948)
- Treinta segundos de amor  (1947)
- El retrato  (1947)
- Siete para un secreto  (1947)
- Mirad los lirios del campo o    El secreto de una vida (1947)
- Viaje sin regreso   (1946)
- Se abre el abismo   (1945)
- Chiruca  (1945)
- Despertar a la vida  (1945)
- Villa Rica del Espíritu Santo  (1945)
- Cuando en el cielo pasen lista  (1945)
- La importancia de ser ladrón   (1944)
- La casta Susana  (1944)
- Siete mujeres  (1944)
- Fuego en la montaña  (1943)
- Stella   (1943)

Asesoría artística
- La importancia de ser ladrón  (1944)
- Stella  (1943)

Realización de decorados
- Se abre el abismo  (1944)

Dirección artística
- Mi mujer, la sueca y yo    (1967)
- La dama del millón    (1956)
- Tren internacional  (1954)
- La calle junto a la luna    (1951)
- La muerte está mintiendo    (1950)
- Vidalita    (1949)

Diseñador del foro
- Deshonra    (1952)
- La calle junto a la luna    (1951)
- Cuando en el cielo pasen lista    (1945)

Decorador
- Mi mujer, la sueca y yo    (1967)
- Piantadino    (1950)

Diseñador de vestuario
- Mi mujer, la sueca y yo    (1967)